# نادی‌دم
نادی‌دم (به مجاری:  Nagydém) یک شهرداری در مجارستان است که در ناحیه پاپا واقع شده‌است. نادی‌دم ۱۳٫۳۲ کیلومتر مربع مساحت و ۴۰۹ نفر جمعیت دارد.